# Cielo e terra (film)
Cielo e terra è un film del 2005 diretto da Luca Mazzieri.